# Myanmarische Fußballnationalmannschaft/Olympische Spiele
Eine myanmarische Fußballnationalmannschaft nahm erstmals an der Qualifikation für die Olympischen Spiele 1964 teil. Zu dieser Zeit lautete der Name des Landes noch Birma. Die erste und einzige Teilnahme an der Endrunde konnte zu den Spielen 1972 erreichte werden, wo es jedoch auch nicht über die Gruppenphase hinaus ging. Seit den Spielen 1992 nimmt die U-23 Mannschaft für das Land an den Spielen teil.

## Geschichte
Die erste Teilnahme an einer Qualifikation fand für die Spiele 1964 statt. Dort traf die Mannschaft in der zweiten Runde auf die Auswahl von Nordkorea. Nach einem 0:0 im Hinspiel, reichte der gegnerischen Mannschaft ein 1:0-Sieg für das Weiterkommen. An der Qualifikationsphase für die Spiele im Jahr 1968 wurde die Mannschaft in die Gruppe 3 gelost, noch vor Beginn dieser Phase zog sich die Mannschaft aber zurück.
Bei der Qualifikation für die Spiele im Jahr 1972 konnte sich das Team in der ersten Runde zuerst mit zwei Siegen gegen Thailand und Sri Lanka durchsetzen. Danach ging es im Halbfinale noch gegen Indonesien, welches aber mit 3:0 ebenfalls gewonnen werden konnte, das Finale fand schließlich noch einmal gegen Thailand statt, woraus die Mannschaft aber ebenfalls mit einem 1:0-Sieg hervorgehen konnte. Damit qualifizierte sich die Mannschaft erstmals für die Endrunde. Hier wurde die Auswahl in die Gruppe B gelost und traf dort auf die Sowjetunion, Mexiko und den Sudan. Nach einer 1:0-Niederlage sowohl gegen die Sowjetunion als auch gegen Mexiko gelang der einzige Sieg mit 2:0 über den Sudan. Da letzterer gar keine Punkte holte, platzierte sich die Mannschaft am Ende der Vorrunde mit zwei Punkten auf dem dritten Platz, was aber nicht für das Weiterkommen reichte.
Bei der Qualifikationsphase für die Spiele im Jahr 1976 nahm die Mannschaft schließlich nicht teil. In der Asiatischen Qualifikation für die darauffolgenden Spiele im Jahr 1980 wurde das Team zwar in die Gruppe 3 gesetzt zog sich aber vor Beginn der Runde noch zurück und wurde durch China ersetzt. Für die Spiele im Jahr 1984 und 1988 gab es dann wieder keine Teilnahmen an den Qualifikationsphasen. Seit den Spielen 1992 tritt nimmt die U-23 an den Wettbewerben teil.